# Bukowina (województwo dolnośląskie)
Bukowina – wieś w Polsce położona w województwie dolnośląskim, w powiecie wrocławskim, w gminie Długołęka.

## Podział administracyjny
W latach 1975–1998 miejscowość administracyjnie należała do województwa wrocławskiego.

## Nazwa
Według Heinricha Adamy’ego nazwa pochodzi od polskiej nazwy drzewa liściastego "buka". Heinrich Adamy w swoim dziele o nazwach miejscowych na Śląsku wydanym w 1888 roku we Wrocławiu wymienia jako najstarszą zanotowaną nazwę miejscowości Buccovina podając jej znaczenie "Buchenheim" czyli po polsku "Bukowy dom".
W alfabetycznym spisie miejscowości na terenie Śląska wydanym w 1830 roku we Wrocławiu przez Johanna Knie wieś występuje pod nazwą zgermanizowaną Bukowine. Topograficzny słownik Prus z 1835 roku notuje wieś pod obecnie używaną, polską nazwą Bukowina, a także niemiecką Bukowine.